# Wojciech Cugowski
Wojciech Cugowski (ur. 11 lipca 1976 w Lublinie) – polski muzyk, gitarzysta i wokalista grup Bracia oraz Cugowscy.

## Życiorys
Syn Krzysztofa Cugowskiego. W latach 1991–1995 był wokalistą grupy Tipsy Train. Śpiewał również w zespole Alligators w latach 1995–1999.
W 1997 zagrał pierwszy akustyczny koncert ze swoim młodszym bratem Piotrem – były to początki założonego przez nich zespołu Bracia, którego działalność datuje się od 2001.
W 2003 pismo „Gitara i Bas” przyznało mu nagrodę w kategorii „Nadzieja roku” (otrzymał ją jako Wojtek Cugowski z zespołem). 9 czerwca 2007 wraz ze swoim zespołem Bracia wygrał festiwal organizowany w Sopocie TOPtrendy oraz zajął drugie miejsce w opolskim konkursie „Premier”.
W 2004 zagrał epizodyczną rolę w filmie Atrakcyjny pozna panią… Brał udział w programie telewizyjnym Bar V: V.I.P.
Jako muzyk sesyjny występował i nagrywał z licznymi artystami sceny lubelskiej, m.in. z Jolką Sip (A poza tym…, 2012), Markiem Dyjakiem (W samą porę, 2001) oraz Lubelską Federacją Bardów (Imperium).
Korzysta z gitar amerykańskiej firmy Music Man (model Music Man Luke III HH, które sygnuje Steve Lukather, grający na co dzień w grupie TOTO).
6 listopada 2020 wydał pierwszy singel pt. „Nie czekaj na znak”, który jest zapowiedzią solowej płyty. W kwietniu 2021 wydał album z zespołem muzycznym Kruk, pt. Be There.

## Życie prywatne
19 czerwca 2008 ożenił się z Krystyną Marczewską, specjalistką od terapii muzyką. 2 grudnia 2008 przyszło na świat ich pierwsze dziecko – córka Weronika.

## Dyskografia
- Krzysztof Cugowski – Integralnie (2001, Pomaton EMi, gościnnie)[5]
- Martyna Jakubowicz – 30-te urodziny (2008, Agora SA, gościnnie)[6]
- Banda & Wanda – Z miłości do strun (2008, Box Music, gościnnie)[7]
- Nadmiar – Nowy Start (2019, Flower Records, gościnnie)[8]

| Rok  | Dane dot. albumu                                                                                                   | Najwyższa pozycja na liście |
| Rok  | Dane dot. albumu                                                                                                   | POL                         |
| ---- | --- | --------------------------- |
| 2021 | Be There (oraz Kruk) - Wydany: 14 kwietnia 2021 - Wytwórnia: Metal Mind Productions - Format: CD, digital download | 19                          |
| 2022 | Nie czekaj na znak - Wydany: 8 kwietnia 2022 - Wytwórnia: Polskie Radio - Format: CD, digital download             | 45                          |